# Haruki Murakami
Haruki Murakami (japonsky: 村上 春樹, Murakami Haruki; * 12. ledna 1949 Kjóto) je japonský spisovatel a překladatel.

## Biografie
Murakami se narodil v Kjótu v roce 1949, ale většinu mládí strávil v Kóbe. Jeho otec byl syn buddhistického mnicha a matka dcera ósackého obchodníka. Oba jeho rodiče byli učitelé japonské literatury. Od dětství byl Murakami ovlivněn západní kulturou, zvláště západní hudbou a literaturou. Vyrostl na četbě děl od amerických spisovatelů jakými byli např. Kurt Vonnegut nebo Richard Brautigan a často je oddělován od ostatních japonských spisovatelů právě kvůli ovlivnění Západem.
Murakami studoval divadelní umění na univerzitě Waseda v Tokiu. První práci získal v prodejně s hudebními nahrávkami, což je také místo, kde pracuje Tóru Watanabe, hlavní hrdina jeho románu Norské dřevo. Těsně předtím, než dokončil studia, otevřel si kavárnu (resp. jazzový bar fungující v noci) „Peter Cat“ v Kokubundži spolu se svou ženou Joko. Tento bar provozovali v letech 1974–1982.
Haruki Murakami je také náruživý běžec maratonu, ačkoli s běháním začal až ve 33 letech. 23. června 1996 Haruki Murakami dokončil svůj první a jediný „ultramaraton“ – závod na 100 km kolem jezera Saroma na ostrově Hokkaidó.

## Kariéra Spisovatele

### Trilogie o kryse
Murakami začal psát beletrii, když mu bylo 29 let. „Předtím,“ řekl, „jsem nepsal nic. Byl jsem prostě jeden z těch obyčejných lidí. Vedl jsem jazzový klub a vůbec nic jsem nevytvářel.“ V té době se mu podařilo napsat několik románů. K napsání svého prvního románu Slyšet zpívat vítr (1979) se inspiroval při sledování baseballového zápasu. Okamžik, kdy si uvědomil, že umí psát, popsal jako „hřejivý pocit“, který stále cítí v srdci. Ještě ten večer se vrátil domů a začal psát. Na románu Slyšte zpívat vítr pracoval Murakami deset měsíců ve velmi krátkých úsecích, po nocích, po celodenní práci v baru. Román dokončil a poslal ho do jediné literární soutěže, která přijímala díla této délky, a získal za něj první cenu.
Počáteční úspěch románu Slyšet zpívat vítr Murakamiho povzbudil k dalšímu psaní. O rok později vydal pokračování s názvem Pinball (1973). V roce 1981 napsal společně s autorem a budoucím tvůrcem Earthbound/Mother Šigesato Itoiem sbírku povídek Yume de Aimashou. V roce 1982 vydal knihu A Wild Sheep Chase (Hon na ovci), která sklidila úspěch u kritiky. Slyšte zpívat vítr, Pinball, 1973 a Hon na ovci tvoří Krysí trilogii (pokračování Tancuj, tancuj, tancuj vzniklo později, ale není považováno za součást série), jejímž středobodem je stejný nejmenovaný vypravěč a jeho přítel „Krysa“. První dva romány nebyly až do roku 2015 mimo Japonsko v anglickém překladu běžně dostupné, ačkoli anglické vydání v překladu Alfreda Birnbauma s rozsáhlými poznámkami vydalo nakladatelství Kodansha v rámci série určené japonským studentům angličtiny. Murakami považuje své první dva romány za „nedospělé“ a „chatrné“ a o jejich překlad do angličtiny příliš nestál. Honba za divokou ovcí byla podle jeho slov „první knihou, kde jsem cítil jakýsi pocit, radost z vyprávění příběhu. Když čtete dobrý příběh, prostě čtete dál. Když napíšu dobrý příběh, prostě píšu dál.“

### Širší uznání
V roce 1985 napsal Murakami Hard-boiled Wonderland and the End of the World (Konec světa & Hard-Boiled Wonderland), snovou fantasy, která dovedla magické prvky jeho tvorby do nového extrému. Velkého průlomu a celonárodního uznání dosáhl Murakami v roce 1987 vydáním Norského dřeva, nostalgického příběhu o ztrátě a sexualitě. Mezi mladými Japonci se prodaly miliony výtisků.
Norské dřevo vyneslo sotva známého Murakamiho do centra pozornosti. Na letištích a dalších veřejných místech byl obletován davem, což vedlo k jeho odchodu z Japonska v roce 1986. Murakami procestoval Evropu, žil ve Spojených státech a v současnosti žije v Oiso v Kanagawě a má kancelář v Tokiu.
Murakami působil jako spisovatel na Princetonské univerzitě v Princetonu ve státě New Jersey, na Tuftsově univerzitě v Medfordu ve státě Massachusetts a na Harvardově univerzitě v Cambridge ve státě Massachusetts. Během této doby napsal knihy Na jih od hranic, Na západ od slunce a Kronika větrného ptáka.

### Od „odloučení“ k „oddanosti“
Kronika ptáčka na klíček (The Wind-Up Bird Chronicle, 1995) spojuje realistické a fantastické a obsahuje prvky fyzického násilí. Je také společensky uvědomělejší než jeho předchozí díla a částečně se zabývá obtížným tématem válečných zločinů v Mandžukuu (severovýchodní Čína). Román získal cenu Jomiuri, kterou mu udělil jeden z Murakamiho bývalých nejpřísnějších kritiků Kenzaburó Ōe, který sám v roce 1994 získal Nobelovu cenu za literaturu.
Zpracování kolektivního traumatu se brzy stalo důležitým tématem Murakamiho psaní, které mělo dříve spíše osobní charakter. Murakami se vrátil do Japonska po zemětřesení v Kóbe a po plynovém útoku Aum Šinrikjó. S těmito událostmi se vyrovnal svým prvním dílem literatury faktu Underground a sbírkou povídek Po zemětřesení. Kniha Underground se skládá převážně z rozhovorů s oběťmi plynových útoků v tokijském metru.
V roce 1996 Murakami v rozhovoru s psychologem Hayao Kawaiem vysvětlil, že po pobytu ve Spojených státech v 90. letech změnil svůj postoj z „odtažitosti“ na „angažovanost“. Kroniku ptáčka na klíček označil za zlomový bod své kariéry, který tuto změnu zaměření znamenal.
Anglické překlady mnoha jeho povídek napsaných v letech 1983–1990 byly shromážděny v knize The Elephant Vanishes. Murakami do japonštiny přeložil také řadu děl F. Scotta Fitzgeralda, Raymonda Carvera, Trumana Capoteho, Johna Irvinga a Paula Therouxe a dalších.
Murakami se aktivně podílel na překladu svých děl do angličtiny a spíše než přímý překlad podporoval „adaptace“ svých textů na americké reálie. Některá jeho díla, která vyšla v němčině, se ukázala být spíše překlady z angličtiny než z japonštiny (Na jih od hranic, na západ od slunce, 2000; Kronika ptáčka na klíček, 2000), k čemuž Murakamiho sám vybízel. Obě byly později znovu přeloženy z japonštiny.

### Od roku 1999
Kniha Sputnik Sweetheart (Sputnik, má láska) vyšla poprvé v roce 1999, Kafka na pobřeží v roce 2002 a anglický překlad v roce 2005. Kafka na pobřeží získal v roce 2006 Světovou cenu fantasy za román, anglická verze románu After Dark vyšla v květnu 2007. Deník The New York Times jej vybral jako „pozoruhodnou knihu roku“ Koncem roku 2005 Murakami vydal sbírku povídek Tōkyō Kitanshū neboli 東京奇譚集, což ve volném překladu znamená „Záhady Tokia“. V srpnu 2006 vyšla sbírka anglických verzí čtyřiadvaceti povídek s názvem Blind Willow, Sleeping Woman. Tato sbírka obsahuje jak starší práce z 80. let, tak i některé Murakamiho novější povídky, včetně všech pěti, které se objevily v Tōkyō Kitanshū.
V roce 2002 vydal Murakami antologii Narozeninové povídky, která shromažďuje povídky na téma narozenin. Sbírka obsahuje díla Russella Bankse, Ethana Canina, Raymonda Carvera, Davida Fostera Wallace, Denise Johnsona, Claire Keeganové, Andrey Leeové, Daniela Lyonse, Lyndy Sexsonové, Paula Therouxe a Williama Trevora a jednu povídku od samotného Murakamiho. Kniha What I Talk About When I Talk About Running (O čem mluvím, když mluvím o běhání), obsahující povídky o jeho zkušenostech maratonského běžce a triatlonisty, vyšla v Japonsku v roce 2007, v anglickém překladu ve Velké Británii a USA v roce 2008. Název knihy je hříčkou s názvem povídkové sbírky Raymonda Carvera What We Talk About When We Talk About Love (O čem mluvíme, když mluvíme o lásce).
Nakladatelství Šinčóša vydalo Murakamiho román 1Q84 v Japonsku 29. května 2009. 1Q84 se vyslovuje „ichi kyū hachi yon“, stejně jako 1984, protože 9 se v japonštině také vyslovuje „kyū“. Kniha byla v roce 2011 zařazena na dlouhý seznam literárních cen Man Asian Literary Prize. Po protijaponských demonstracích v Číně v roce 2012 však byly Murakamiho knihy spolu s knihami dalších japonských autorů staženy z prodeje. Murakami kritizoval čínsko-japonský politický územní spor a přehnanou nacionalistickou reakci označil za „laciný alkohol“, který politici podávají veřejnosti. V dubnu 2013 vydal román Bezbarvý Cukuru Tazaki a jeho léta putování. Stal se mezinárodním bestsellerem, ale dočkal se smíšených recenzí.
Román Killing Commendatore (Kishidancho Goroshi) vyšel v Japonsku 24. února 2017 a v USA v říjnu 2018, jedná se o historickou fikci, která v Hongkongu vyvolala kontroverze. Román byl v Hongkongu označen jako „Class II – indecent“. tato klasifikace vedla k masivní cenzuře, nakladatel nesmí knihu distribuovat osobám mladším 18 let a na obálce musí být vytištěn varovný štítek.
Murakamiho nejnovějším románem je Město a jeho nejisté zdi, který vyjde v japonském nakladatelství Šinčóša 13. dubna 2023. Je to jeho první román po šesti letech, má 1 200 stran a odehrává se v „oduševnělém, stoprocentně čistém Murakamiho světě“, který zahrnuje „příběh, který byl dlouho zapečetěn“.

## Dílo
Mnoho jeho románů má hudební námět a názvy odkazující na klasickou hudbu. Některé knihy převzaly svůj název naopak z populárních písniček: Tancuj, tancuj, tancuj (Dance, Dance, Dance od The Beach Boys), Norské dřevo (Norwegian Wood od The Beatles) a Na jih od hranic, na západ od slunce (South of the Border od Nat King Colea).
Románová prvotina Slyš vítr zpívat z roku 1979 byla oceněna japonskou literární cenou Gunzo pro začínající autory. Při publikování třetího románu Hon na ovci, za nějž získal roku 1982 Nomovu cenu pro nové autory, se začalo mluvit o fenoménu Murakami. O tři roky později obdržel Tanizakiho cenu. V roce 1987 vyšel román Norské dřevo, za který sice neobdržel žádné literární ocenění, ale překonal dosavadní rekordy. Jen v Japonsku se prodalo přes čtyři miliony výtisků.
Murakamiho romány byly přeloženy do více než 20 jazyků. Kromě nich vydal i několik sbírek povídek a literatury faktu. Do japonštiny přeložil některá díla F.S. Fitzgeralda, Johna Irvinga, či Trumana Capoteho a Raymonda Carvera. V říjnu 2006 v Praze převzal cenu Franze Kafky.

## Dílo v češtině
Není-li uvedeno jinak, přeložil dílo do češtiny Tomáš Jurkovič.
- 2002 – Norské dřevo, Odeon
- 2004 – Na jih od hranic, na západ od slunce, Odeon
- 2006 – Kafka na pobřeží, Odeon[4]
- 2007 – Afterdark, Odeon[5]
- 2008 – Konec světa & Hard-boiled Wonderland, Odeon[6]
- 2009 – Sputnik, má láska, Odeon
- 2010 – O čem mluvím, když mluvím o běhání, Odeon[7]
- 2010 – Po otřesech, Odeon[8]
- 2012 – 1Q84, Odeon[9]
- 2013 – Spánek, Odeon[10]
- 2014 – Kronika ptáčka na klíček, Odeon, překlad Klára Macúchová[11]
- 2014 – Podivná knihovna, Odeon[12]
- 2015 – Bezbarvý Cukuru Tazaki a jeho léta putování, Odeon[13]
- 2015 – Muži, kteří nemají ženy, Odeon, překlad Klára Macúchová
- 2016 – Hon na ovci, Odeon[14]
- 2016 – Útok na pekárnu, Odeon
- 2017 – Spisovatel jako povolání, Odeon
- 2017 – Birthday Girl, Odeon[15]
- 2018 – Komturova smrt, Odeon
- 2021 – Tancuj, tancuj, tancuj, Odeon
- 2022 – První osoba jednotného čísla, Odeon